# 레오폴도 데 메디치

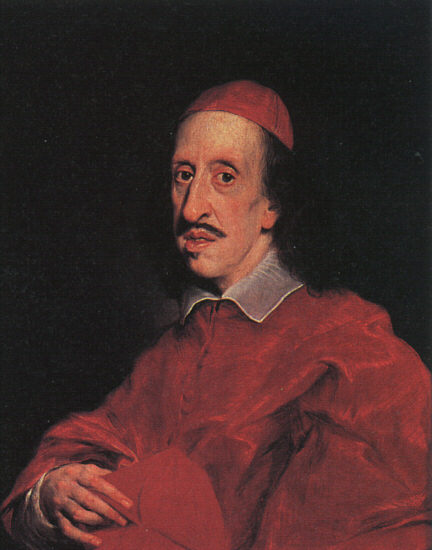
레오폴도 데 메디치 추기경의 초상화.

레오폴도 데 메디치(이탈리아어: Leopoldo de' Medici, 1617년 11월 6일 ~ 1675년 11월 16일)는 이탈리아의 추기경이자 학자, 예술의 후원자, 시에나의 총독이다. 토스카나 대공 페르디난도 2세 데 메디치와는 형제지간이다.

## 일대기
레오폴도 데 메디치는 피렌체 태생이다. 유년 시절에는 야코포 솔다노, 플라비아노 미첼리니, 에반젤리스타 토리첼리 문하에서 수학하였다. 형 페르디난도가 토스카나 대공위에 오르면서 레오폴도는 제조업과 농업, 교역 분야에서 그에게 아낌없이 조언하였다.
레오폴도 데 메디치는 특히 과학과 기술 분야에 많은 관심을 보였다. 1638년 페르디난도 대공과 손잡고 플라토니카 아카데미(Accademia Platonica)를 설립하였으며, 1657년에는 델치멘토 아카데미(Accademia del Cimento)를 설립하였다. 델치멘토 아카데미는 갈릴레이 기법을 활용하여 자연 탐구 분야에 주력하였다. 1641년 레오폴도는 크루스카 사전(1691년판) 제3판의 예술 분류의 표제어들을 편집한 공로를 인정받아 아카데미아 델라 크루스카의 회원으로 등록되었다.
레오폴도는 또한 서적, 그림, 조각상, 동전 등의 애호가이자 수집가로도 명성이 자자하였다. 우피치 미술관의 베네치아 컬렉션에 전시된 작품들은 모두 레오폴도의 수집품들이다. 그는 당대의 예술가들 및 예술품 수집가들과 폭 넓은 교감을 나누었다.
1667년 12월 12일, 교황 클레멘스 11세는 레오폴드를 추기경에 서임하였다. 추기경에 성임된 이후, 레오폴도는 자신의 예술적 관심을 충족시키고자 로마를 자주 방문하였다. 추기경 레오폴도는 1675년에 선종하였다. 그가 생전에 모았던 수많은 수집품 가운데 일부는 피렌체 미술관에 전시되어 있다.